# ワークアウトワールド・ジャパン
株式会社ワークアウトワールド・ジャパン（英称：Work Out World Japan）は、かつてフィットネスクラブ「WOW'D（ワウディー）」及びヨガスタジオ「ビクラムヨガ」を展開していた会社である。なお、現在のワウディーとビクラムヨガは別法人により運営されている（詳細は後述）。

## 概説
アメリカのフィットネスクラブチェーン「ワークアウトワールド」の独占商標使用権を獲得し、フィットネスクラブのWOW'D（ワウディー）を展開していた。設備投資費用の負担から収益が悪く、借入金の増大により資金繰りが悪化したため、2007年11月に臨時株主総会を開催して営業譲渡を決議し、私的整理を進めることとなった。しかし、営業譲渡の価格が低く、配当が不可能になったことから、2008年9月19日に東京地裁へ自己破産を申請し、同月24日に破産手続き開始決定を受けた。負債は債権者約500名に対し約32億円。
エーシーキャピタル（2009年8月28日に清算手続きに入った）傘下の株式会社グリーン（英称：Green）が「ワークアウトワールド」の本部部門を引き継ぎ、商標権の管理および一部の店舗を運営している。旧ワウディーで運営していたビクラムヨガは別会社が運営しており、現在提携等も行われていない。
女優・タレントの釈由美子をワウディーアドバイザリースタッフに決定したことでも知られる。

## 沿革
- 1989年7月 - 会社設立。スポーツ用品販売を開始。
- 1998年 - アメリカのワークアウトワールド社と日本における総代理店契約を締結し、フィットネスクラブ「ワウディー」の展開を開始。
- 2005年 - アメリカのビクラムス・ヨガ・カレッジ・オブ・インディア社とライセンス契約を締結し、ヨガスタジオ「ビクラムヨガ」の展開を開始。
- 2008年9月19日 - 東京地裁へ自己破産を申請。
- 2011年3月16日 - 自己破産後、初の新店「福岡大橋」店オープン。
- 2013年1月31日付で赤坂、芦花公園、南船橋、なんばパークス、福岡大橋のWOW'D5店舗をグリーンからスポーツクラブNASに譲渡する契約締結、譲受日は4月1日。WOW'Dはニューコ・ワン株式会社がフランチャイズとして運営する宮崎店だけとなった。[1]

## ワウディーの特徴
- フジテレビのドラマ「曲がり角の彼女」の撮影にワウディー渋谷が使われたことで、釈由美子が入会した。これにより2006年1月に釈由美子をワウディーアドバイザリースタッフに決定した。
- エクササイズからヨガ、太極拳、格闘技、シェイプアップモニターなど幅広い年齢層に奥深い本格的な内容を提供している。
- トレーニング歴5年、指導歴3年以上で、さらに、厳しいテストに合格した者に与えられる資格「ワウディー・プロフェッショナル・トレーナー」による指導とのことだが、 現在のワウディーはワークアウトワールド・ジャパンの倒産により、商標権と一部の店舗を運営する形になっており、各店舗にはフランチャイズ契約によりワウディー名を使用しているなど別のオーナーが存在しているため、店舗によって、経営方針、サービス、トレーナーの質（ワウディー・プロフェッショナル・トレーナー不在店舗あり）異なっており、注意が必要である。
- 快適で居心地の良い空間デザイン。
- 月料金の支払いは提携カードで行われていたが、現在は銀行引き落としに変わっている。

## ワウディー店舗一覧
- 宮崎店（宮崎）

## 過去に営業していた店舗一覧
以下のうち、現在では名称変更や他会社に譲渡され営業している店舗も多い。
VILAX
- TOKYO店 ※現・銀座店 → 「ゴールドジム 銀座東京」へ継承
- 渋谷店 → 「ゴールドジム渋谷東京」へ継承
- 戸塚店 → 「ゴールドジム戸塚神奈川」へ継承
- イオン浦和美園店 → 「イオンスポーツクラブ浦和美園」へ継承
- 国立店 → 「ゲオフィットネスクラブ国立」へ継承

INSPA
INSPAグループは株式会社ロックスが営業を継続している。※ここから更に、2016年9月より、株式会社INSPAに営業譲渡
- 横浜店（コットンハーバー地区内） ※2010年9月末閉店、2013年12月リニューアルオープン
- 新横浜店
- 仙台一番町店
- 南浦和店
- 吉祥寺店
- 八王子店
- 洗足池店（2016年6月末閉店）

SPORESH
- 志木店 → 「エデナ志木」へ継承
- 本川越店
- 金沢文庫店（VILAXから継承）(2013年11月末閉店)

LIFEWELL
- 相模大野店
- 浜松店

MODERNO
- 阿佐ヶ谷店

FITNESS CLUB HIROO
- 広尾店

ace
- 八千代台店
- 松戸店
- 市川店

スポーツクラブNAS
- 赤坂店（東京）
- 芦花公園店（東京）
- 南船橋店（千葉）(2016年11月末閉店)
- なんばパークス店（大阪）
- 福岡大橋店（福岡）

### 他会社が営業継続
- 福岡中央店 → 「トータル・ワークアウト福岡」
- 川口店 → 「ジェクサー・フィットネススタジオ川口」
- あざみ野店 → 「スポーツスパ アスリエあざみ野」
- イオン盛岡南店 → 「イオンスポーツクラブ盛岡南」
- 高槻店 → 「ゴールドジム高槻」
- 杉田店 → 「ロコスポーツ杉田」

### 閉鎖した店舗
- 博多店
- 新浦安店（2009年末閉店）
- 洗足池店（2016年6月末閉店）
- 金沢文庫店 (2013年11月末閉店)
- 南船橋店 (2016年11月末閉店)